# XPages
XPages – технология для быстрой разработки веб и мобильных приложений. Технология поддерживает данные IBM Lotus Notes, а также реляционные базы данных. Приложения, созданные с помощью технологии XPages работают в интернет-браузере и являются кроссплатформенными. 
Модель программирования основана на языках веб разработки и стандартах JavaScript, Ajax, Java, Dojo Toolkit, Server-side JavaScript и JavaServer Faces. XPages использует IBM Lotus Notes, платформу IBM для быстрой разработки приложений, включая такой функционал, как документо-ориентированные базы данных.

## Frontend технологии
Созданные с помощью XPages приложения доступны из веб-клиентов и мобильных устройств, и являются кроссплатформенными решениями. Для разработки интерфейса пользователя, XPages использует стандарты веб-разработки HTML, CSS и JavaScript. Темы оформления интерфейсов поддерживают управление несколькими CSS файлами,, кроме того в XPages входят стандартные темы, такие как OneUI-тема.
Как и любые веб-приложения, приложения XPages могут использовать REST сервисы. XPages также предоставляет простые механизмы для привязки источников данных к UI, с целью реализации различных сценариев.

## Backend технологии
Разработка XPages приложений реализуется с использованием дизайнера IBM Lotus Domino Designer. С Designer многие ключевые сценарии могут быть реализованы декларативно и быстро, например, чтобы создать список записей из базы данных.  XPages базируется на JavaServer Faces, но ресурсы страниц XPages на XML производной именуются XSP, которая трансформируется в Java код при запуске приложения. Во время работы, этот код возвращает HTML различным клиентам.
В случае получения доступа к данным, XPages и Domino Designer используют «ресурсы данных». Эти источники данных могут быть связаны с UI управлением страницей. Элементы управления UI и других видов управления отображаются в Domino Designer и могут быть «перетянуты» на страницу с помощью drag-and-drop.
Среда разработки XPages может быть расширена с помощью API, которое основывается на JavaServer Faces. Эта совместимость может использоваться в случаях, когда сторонние разработчики хотят использовать свои наработки в XPages приложениях.

## Хранилище: Документо-ориентированные базы данных
Технология XPages позиционируется как составная часть IBM Lotus Domino и эффективно использует возможности Domino. Domino использует документо-ориентированные базы данных, называемые NSF (Notes Storage Facility) и адаптированные для управления неструктурированной информацией. Lotus Domino также поддерживает полнотекстовый поиск.
Приложения XPages могут быть легко развернуты на серверах Domino или кластере серверов Domino при помощи IBM Lotus Domino Administrator, а точнее при помощи механизмов репликации и синхронизации, встроенных в IBM Lotus Domino.

## История
Истоки технологии XPages прослеживаются с 2000 года, когда компания Trilog Group, партнер корпорации IBM, разработала компонентно-ориентированную модель разработки для создания веб-приложений. Технология получила название XSP, и была схожа с моделью Domino RAD, но базировалась на J2EE, XML и открытых стандартах. В августе 2004 IBM приобрела технологию XSP у Trilog Group и встроила её в RAD с целью использования в IBM Workplace, которая идентична Domino Designer.
Технология XPages, основанные на JSF и J2EE, появились у IBM в 2005-2007-хх г. Тогда технология дорабатывалась под кодовым названием “XFaces”. В 2007 году наработки XFaces были переименованы в XPages и были интегрированы в IBM Lotus Notes Domino. Впервые технология XPages была включена в сборку IBM Lotus Notes Domino 8.5. Технология XPages была представлена публике на форуме Lotusphere 2008. Релиз IBM Lotus Notes Domino 8.5 состоялся в декабре 2008.
В релизе IBM Lotus Notes Domino 8.5.1 технология XPages продолжила развиваться и уже могла запускаться внутри клиента Notes. Этот релиз также включал в себя ряд доработкой по ускорению работы и исправлению некоторых ошибок.
Название «XPages» произошло от оригинального названия XSP, когда название XSP было акронимом для «XML Server Pages». После первого переименования XSP в XFaces, IBM выбрала  название «XPages» в качестве основного для пре-релиза, включенного в продукт Domino Designer.

## Расширение функциональности

### Продукты третьих фирм
- XPages Dynamic - быстрый вывод приложений Domino в Веб без программирования. Визуальный конструктор.[4]